# Дудников, Георгий Георгиевич
Георгий Георгиевич Дудников (1921—1945) — старшина 1-й статьи Военно-морского флота СССР, участник Великой Отечественной войны, Герой Советского Союза (1945).

## Биография
Георгий Дудников родился в 1921 году в Кинешме (ныне — Ивановская область) в рабочей семье. После окончания неполной средней школы (ныне — Лицей имени Д. А. Фурманова) работал общественным инструктором Кинешемского городского комитета «Осоавиахима» при клубе водников. В 1940 году был призван на службу в Военно-морской флот СССР. Окончил военно-морское авиатехническое училище. С 1941 года — на фронтах Великой Отечественной войны. Участвовал в боях на Днепре в составе бригады речных катеров Днепровской военной флотилии, Сталинградской битве, битве за Днепр, боях на Березине. К апрелю 1945 года старшина 1-й статьи Георгий Дудников командовал полуглиссером «ПГ-104» отдельного отряда полуглиссеров 1-й бригады речных кораблей Днепровской военной флотилии. Отличился во время штурма Берлина.
23 апреля 1945 года Дудников первым в отряде спустил на воду реки Шпрее полуглиссер. За последующее время он совершил пять рейсов, переправив через реку 112 бойцов и командиров. Во время пятого рейса катер был подбит выстрелом из фаустпатрона. Несмотря на полученное ранение, Дудников сумел довести полуглиссер до берега, скончавшись от ран. Похоронен на воинском кладбище города Костшин-над-Одрой.
Указом Президиума Верховного Совета СССР от 31 мая 1945 года за «мужество и отвагу проявленные при штурме Берлина» старшина 1-й статьи Георгий Дудников посмертно был удостоен высокого звания Героя Советского Союза. Также был награждён орденами Ленина и Отечественной войны 2-й степени, медалью. Навечно зачислен в списки личного состава воинской части.
В честь Дудникова назван буксирный теплоход, приписанный к Кинешемскому порту, и улица в Кинешме, там же установлен его бюст.